# Racismo en Guatemala
El racismo en Guatemala se define como las actitudes racistas que han ocurrido en Guatemala principalmente contra los grupos indígenas que, a pesar de ser mayoritarios en ese país centroamericano, han quedado al margen de los avances culturales y económicos por las políticas de los gobiernos. Durante la época prehispánica existían etnias indígenas que consideraban a otras como inferiores, y luego de la conquista española se desarrolló una discriminación hacia el indígena guatemalteco, que empezó a ser llamado «indio»; no solamente los indígenas eran discriminados, sino también lo eran los mestizos por tener sangre indígena o africana, y los mismos criollos, a quienes las autoridades españolas consideraban superiores a las demás razas que poblaban el área, pero inferiores a los peninsulares por el hecho de haber nacido en el Nuevo Mundo. Por supuesto, tanto criollos como mestizos discriminaban a los indígenas, quienes quedaron relegados a encomiendas y doctrinas con escaso acceso a la educación.
El racismo continúa presente en Guatemala; en el lenguaje coloquial guatemalteco se utilizan los términos «indio» y «negro» como despectivos para referirse a la inferioridad de las razas indígena y garífuna. Lamentablemente en Guatemala se sigue permitiendo el racismo en el colectivo y cómo valor hegemónico de una gran parte de la sociedad guatemalteca no-indígena. 

## Definiciones
- Criollos o blancos: descendientes de conquistadores españoles o colonos europeos del siglo xix y xx.[2]
- Ladino: Sinónimo de mestizo.
- Mestizos: El mestizo es un sustantivo acuñado por los colonizadores españoles para referirse a aquellos descendientes de indígenas y españoles. Actualmente es sinónimo de no-indígena, aunque la diversidad de los miembros del grupo es extensa.[3]  Ahora bien, tanto los indígenas como los españoles conquistadores ya eran mestizos cuando se encontraron:  los indígenas provenían de diversas naciones de origen maya, mientras que los españoles tenían mestizaje con europeos, árabes, y -en menor medida- asiáticos y africanos.[4]

## Racismo contra los pueblos indígenas

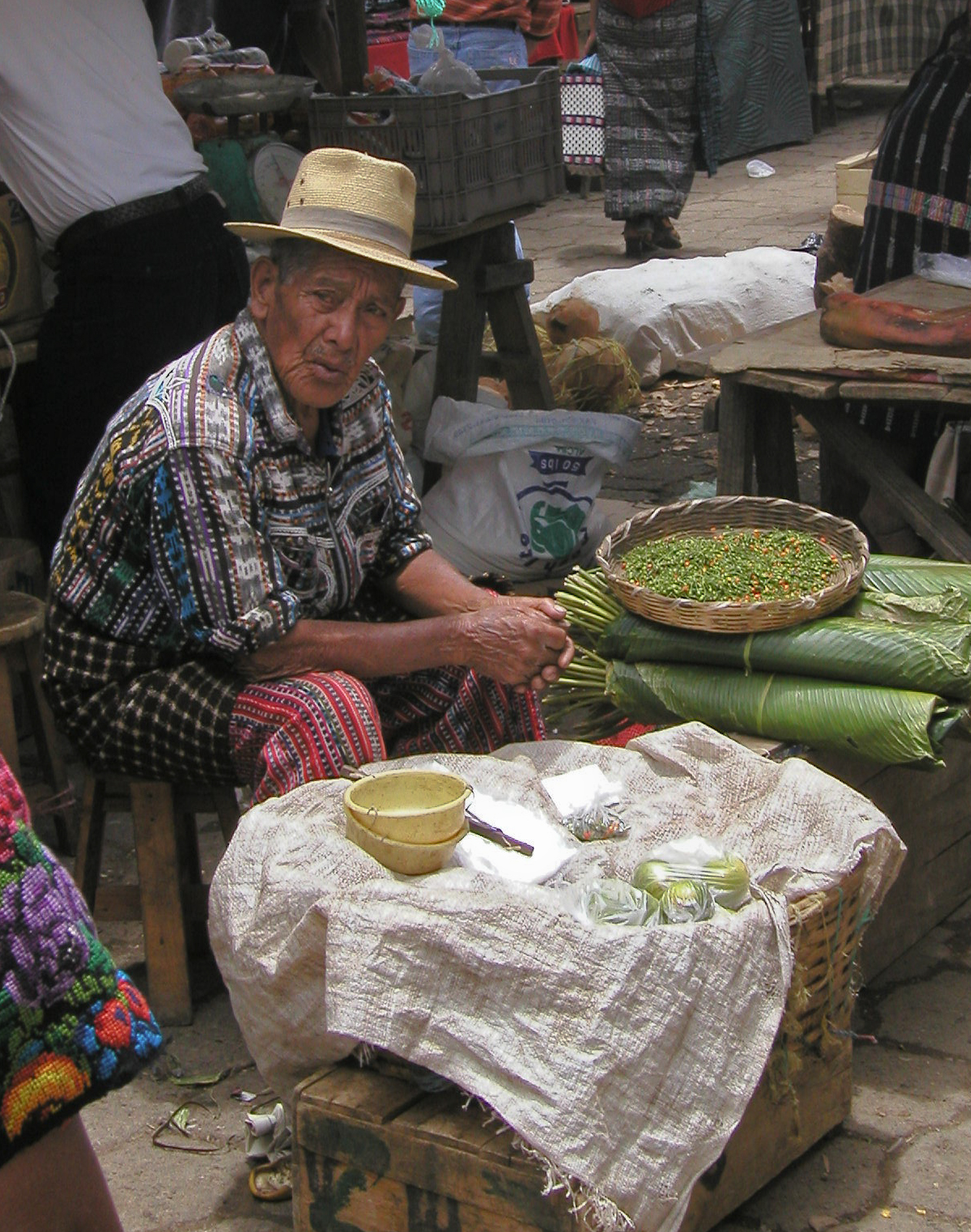
Mercado cantonal indígena en Sololá.

En Guatemala, el racista criollo y mestizo discrimina a la persona que tenga ojos rasgados, nariz aguileña, pómulos salientes, pelo lacio, estatura pequeña, etc., que son rasgos asociados o definidos como pertenecientes al indígena; un ladino -mestizo guatemalteco- también es discriminado por estas razones, y tienda a esconder estos rasgos y a sentirse mal por tenerlos.  El mestizo es un caso particular, porque ocupa un lugar intermedio en la escala de racismo y por lo mismo es víctima de los criollos y victimario de los indígenas y garífunas.
En Guatemala existe una versión de segregación: los grupos indígenas han quedado confinados al altiplano y a tierras poco aptas para la agricultura; por su parte, en la misma región los ladinos han tenido las mejores tierras y residen en el centro de los cascos municipales y departamentales.
En el siglo xxi, a pesar de que el Estado ha tratado de cambiar su relación con los indígenas, la mujer indígena Rigoberta Menchú fue galardonada con el Premio Nobel de la Paz en 1992. Todavía se valora positivamente la piel blanca y se desacredita o considera de menor valor a la piel cobriza o morena. Igualmente, se acepta como normal que las personas morenas estén subordinadas ante los blancos o rubios, pero no a la inversa.  En lo que respecta a la cultura, se considera normal que lo indígena esté subordinado y desplazado ante lo occidental o mestizo, y los indígenas son vistos como cultura diferente o residual..  Es normal que el indígena permanezca en su lugar: debajo y detrás del ladino.  En el caso de la mujer indígena, para que esta tenga aceptación y progreso social, y para evitar acoso sexual rutinario, se ve en la obligación de vestirse con prendas occidentales.
Finalmente, es necesario indicar que no todos los miembros de la élite guatemalteca son racistas; hay empresas y corporaciones industriales que están apoyando la formación de profesionales indígena e invirtiendo en operaciones de rescate de componentes de identidad nacional pluralista.

## Evidencias históricas del racismo

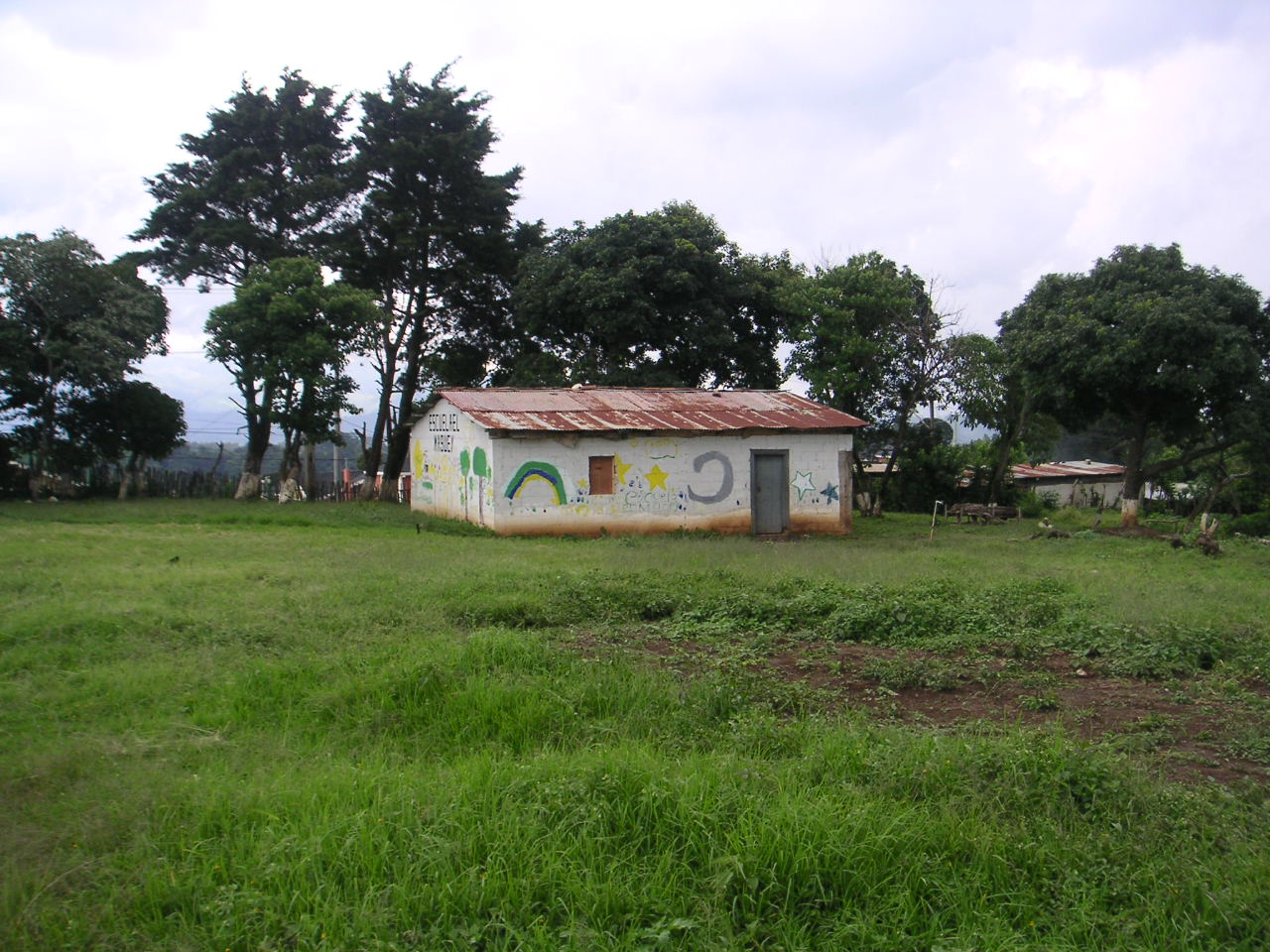
Típica escuela rural en Guatemala. Obsérvese la falta de instalaciones de recreación para los estudiantes y el escaso número de aulas.

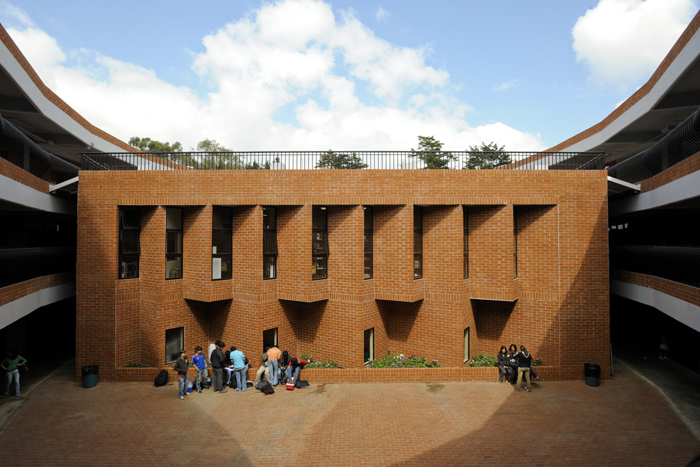
Colegio privado Julio Verne en la Ciudad de Guatemala.

El racismo hacia la población indígena y campesina ha quedado evidenciado en los pasajes de la historia independiente de Guatemala; el racismo criollo y ladino es de origen español y se ha perpetuado y reproducido desde el estado.; utiliza las diferencias biológicas y culturales para discriminar y segregar a los indígenas, quienes históricamente han sido considerados como seres inferiores o ciudadanos de segunda clase.
Históricamente, la población indígena en Guatemala ha tenido las siguientes características:
- El mayor índice de analfabetismo entre la población del país.
- Dispone de menos escuelas y maestros.
- Muy pocos indígenas egresan de las universidades.
- Hay muy pocos centros de salud y médicos a su disposición.
- Menos educación en su propio idioma maya.
- Mayor porcentaje de extrema pobreza.
- Menos participación y representación en los organismos del Estado.[15]

Los indígenas también han sido segregados como también históricamente han sido recluidos en doctrinas, fincas, cuarteles militares, aldeas y caseríos, barrios periféricos de las ciudades y en los mercados cantonales; al mismo tiempo, los indígenas tienen vedado el ingreso a ciertas instituciones educativas privadas, cámaras empresariales, niveles superiores del gobierno y centros de recreo y diversión exclusivos para ladinos.
Actualmente la mayoría de indígenas tienen acceso a una formación educativa superior, que permite el desarrollo personal dándole un realce a las etnias guatemaltecas, de esta manera se está erradicando la mentalidad de inferioridad de los pueblos indígenas hacia los ladinos, fortaleciendo la unión del país.         
A continuación se presenta un resumen de la actitud de los diferentes gobiernos del país hacia la población indígena.

### Época colonial
Cuando llegaron a Guatemala los conquistadores españoles, ya practicaban un tipo de racismo contra los judíos verdaderos y contra los judíos conversos, con quienes evitaban todo contacto por ser nocivos para la fe cristiana. Los cristianos que no se habían mezclado con judíos en ningún momento, se llamaban a sí mismo cristianos viejos. Esto llevó a la práctica conocida como pureza de sangre y que se tradujo en un instrumento par amantener la situación de colonialismo sobre los indígenas y para justificar las masacres contra dichos pueblos.
Las autoridades coloniales establecieron en Guatemala escalones o estadios racistas; los miembros de categorías inferiores tenían prohibido reivindicar los priviegios de los que estaban en categorías superiores, convirtiéndose en rol y posición social de personas y pueblos.
| Ubicación social | Grupo          | Descripción                         |
| ---------------- | -------------- | ----------------------------------- |
| 1                | Español        | Cultura hispana, católico           |
| 2                | Mestizo        | Hijo de español e india             |
| 3                | Castizo        | Hijo de español e mestiza           |
| 4                | Torna Atrás    | Hijo de español y albina            |
| 5                | Lobo           | Hijo de indio y una Torna Atrás     |
| 6                | Zambaigo       | Hijo de lobo y mujer indígena       |
| 7                | Cambujo        | Hijo de zambaigo e india            |
| 8                | Coyote         | Hijo de cambujo y mulata            |
| 9                | Chamizo        | Hio de un indio y un coyote         |
| 10               | Coyote mestizo | Hijo de mestizo y una mujer chamiza |
| 11               | Ahí te estás   | Hijo de coyote mestizo y una mulata |
| 12               | Indio          | Piel cobriza, cultura maya, pagano  |

Las personas que estaban en las partes bajas de la jerarquía se le daba la oportunidad de acceder a escalones más altos y por ende, todos buscaban mejores relaciones matrimoniales, sociales y culturales; los habitantes de la colonia estuvieron en una constante lucha para acercarse y asemejarse a los rasgos del grupo dominante de entonces: los españoles y criollos.
Las Leyes de Indias también son un ejemplo del racismo imperante en la colonia: algunas les imponían trato de animales y otras los rescataban del maltrato y la muerte para utilizarlos en encomiendas..

### Gobierno del capitán general Rafael Carrera

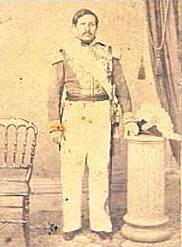
Daguerrotipo del Capitán General Rafael Carrera. Presidente vitalicio de Guatemala hasta su muerte en 1865; por su origen mestizo, su persona no ha sido enaltecida en los anales históricos de ese país como la de otros líderes criollos guatemaltecos.

El capitán general Rafael Carrera fue el primer presidente de la República de Guatemala, la cual fue instituida por él mismo el 21 de marzo de 1847; durante su gobierno vitalicio que duró desde 1839 hasta 1865, Guatemala se constituyó en el baluarte del partido conservador en Centroamérica, y evitó la formación de una Federación Centroamericana que los criollos liberales querían a toda costa.  Ahora bien, el presidente Carrera era mestizo y con rasgos indígenas, lo que ha sido la principal razón para que su figura haya sido minimizada en la historia guatemalteca.
He aquí lo que se ha relatado del expresidente:
- Versión del partido liberal:  el partido liberal estaba formado por antiguos criollos agricultores que se dedicaban a la producción en sus latifundios en la antigua Capitanía General de Goathemala. Estaban radicados en los actuales departamentos guatemaltecos de Totonicapan, Quetzaltenango, Huehuetenango, parte de los actuales estados mexicanos de Chiapas, y las provincias centroamericanas de Comayagua (hoy Honduras), El Salvador, Nicaragua y Costa Rica.[25] Detestaban a los criollos guatemaltecos y a la Iglesia Católica, a quienes consideraban como explotadores por ser ellos quienes se encargaban directamente del comercio con la metrópoli española durante la colonia. El partido liberal perseguía obtener el poder comercial que habían ostentado hasta entonces los criollos guatemaltecos y utilizó los argumentos de la Ilustración francesa para atacar los intereses eclesiásticos.[25]

Los historiadores liberales describen a Carrera como un gobernante despótico e ignorante que retrasó el desarrollo de Centroamérica y contribuyó a la desintegración de la Federación Centroamericana. También le criticaron que era analfabeto, argumentando que no tenía suficiente conocimiento para gobernar y que por ello era simplemente un títere de los jefes del Clan Aycinena -poderoso grupo del partido conservador-. Por su carácter positivista el partido liberal no le perdonaba que favoreciera a la Iglesia Católica -a la que había devuelto lo que ya había sido expropiado por el general Francisco Morazán en 1829 y con la que había establecido el Concordato de 1852 en el que le entregaba la educación del pueblo guatemalteco, se comprometía a respetar los bienes eclesiásticos y autorizaba el diezmo obligatorio. Los liberales lo atacaron también por suprimir la libertad de prensa, y de ser un gobernante represivo. Finalmente, por haber cerrado la Academia de Ciencias, lo acusaron de cometer actos en contra del desarrollo educativo laico que ellos proponían, cuando en realidad, Carrera cerró la Academia de Ciencias por su carácter laico, pero no dejó a Guatemala sin educación superior: instauró nuevamente a la Pontificia Universidad de San Carlos Borromeo de carácter teológico.
Autores como Ramón Rosa -ideólogo del liberalismo de Justo Rufino Barrios y Marco Aurelio Soto en Guatemala y Honduras, respectivamente- y Lorenzo Montufar y Rivera -intelectual destacado de los gobiernos liberales de Guatemala- en sus biografías del general Francisco Morazán se esforzaron en presentar a Carrera como un salvaje analfabeto que únicamente sabía firmar como Raca Carraca.  A pesar de ello, anécdotas de renombrados escritores de la época liberal muestran que Carrera era inteligente, hábil gobernante, y sabía mantener a raya a sus rivales del Partido Liberal.
- Versión del partido conservador:  el partido conservador, que apoyaba la gestión de Carrera, estaba conformado así:
  - El Clan Aycinena: criollos guatemaltecos que se dedicaban directamente al comercio con la península ibérica durante la Colonia Española y tenían el monopolio comercial de la región. Estaban radicados en la capital de Guatemala y fijaban los precios del comercio arbitrariamente, para el disgusto de los criollos agricultores, a quienes consideraban una clase inferior.[25]
  - Clero mayor:  miembros de las órdenes regulares, obispos y arzobispos criollos o españoles, que dirigían el clero secular. Estaban en la capital de Guatemala.[25][a]

Los conservadores debían su nombre a que su principal objetivo era mantener la estructura social que había imperado durantae la Colonia Española, especialmente los privilegios de que disponían; Por estar conformados por grupos aristocráticos y privilegiados, aceptaron con desprecio y desconfianza el liderazgo de Carrera y tuvieron que tolerar las consideraciones que este tenía con los grupos indígenas del país. Sin embargo, en los escritos conservadores sus rasgos mestizos son pasados por alto y es celebrado como un héroe nacional. Es más, el escritor conservador Manuel Cobos Batres indicó en 1951 que Carrera tenía 10.5% de sangre indígena, 17.5% de sangre negra y 72% de sangre española, y que por lo mismo Carrera era básicamente español y que nunca debió acusársele de indio.
- Versión de intelectuales comunistas: Escritores comunistas que intentaron explicar la dinámica colonial de Guatemala basados en la lucha de clases como Severo Martínez Peláez pasaron por alto el papel benéfico que, para los indígenas guatemaltecos, tuvo el general Carrera y lo mencionan únicamente como un dictador benévolo que actuaba como reyezuelo.[34]
- Versión de autores indígenas: el escritor Cojtí Cuxil[33] describe a Carrera como dictador y racista, y lo acusa de tomar medidas contradictorias contra los indígenas, pues inicialmente emitió legislación que los ayudaba como el Código de Indias, pero luego habría favorecido la expropiación de terrenos comunales.[35]

Investigaciones objetivas que se realizaron entre 1984 y la primera década del siglo xxi, han esclarecido el papel de Carrera; estas nuevas investigaciones desarrollan una nueva interpretación del papel histórico de Carrera y de los líderes conservadores que lo sustentaron en el poder, sobre la base de la evidencia de la época así como a la luz de la experiencia guatemalteca desde 1865 y cartas del puño y letra del propio Rafael Carrera. Los estudios recientes argumentan que el levantamiento popular que Carrera encabezó, fue un exitoso movimiento de las masas campesinas contra la élite de la capital, y que una vez en el poder, el caudillo atendió a las reivindicaciones de dichos sectores pobres, protegiendo sus tierras contra los abusos y las adjudicaciones a extranjeros. Durante su gobierno, Guatemala gozó de crecimiento económico estable y expansión de sus exportaciones. El estudio igualmente revalúa la gestión administrativa de Carrera, así como los efectos de su actitud de descuido benigno hacia los sectores campesinos.
Aún con la polémica que rodea a este personaje, es indiscutible que fue uno de los personajes más importantes y trascendentales de la historia de Guatemala, y probablemente el mayor representante de las tendencias conservadoras del siglo xix en Centroamérica. Algunas de sus ideas aún siguen en vigencia; aunque el Estado guatemalteco, desde la Revolución Liberal de 1871, ha tenido un carácter laico y ha celebrado más a los líderes liberales Justo Rufino Barrios y Miguel García Granados, ha conservado -como herencia del gobierno de Rafael Carrera- la independencia de Guatemala de los demás países de Centroamérica, la conservación del territorio que habría constituido el Estado de Los Altos, la reivindicación de los derechos indígenas -como en el convenio 149- y en la Constitución Política de la República de Guatemala del artículo 66 al 70, y la conservación de cierta preeminencia de la Iglesia Católica en el país.
En cuanto a las tropas del general Carrera, el antropólogo estadounidense John Lloyd Stephens - quien estuvo en la frontera entre Guatemala, El Salvador y Honduras en 1839, hizo la siguiente descripción:  «las tropas de Carrera habían regresado de San Salvador, y ocupado toda la línea de villas hasta la capital.  Eran su mayoría indígenas, ignorantes, intempestivos y fanáticos que no podrían comprender mi carácter oficial, no podían leer mi pasaporte y, en el estado de cosas en que se encontraba el país, podrían tener sospechas de mí.  Ya habían cometido grandes atrocidades; no había ni un cura en todo el camino; e intentar proseguir sería exponerme a robo y asesinato.  Quería seguir mi camino con muchas ansias, pero hubiera sido una locura proseguir; de hecho, ningun dueño de mulas hubiera aceptado ir conmigo, y me ví obligado a regresar a Chiquimula».

### Reforma liberal de 1871

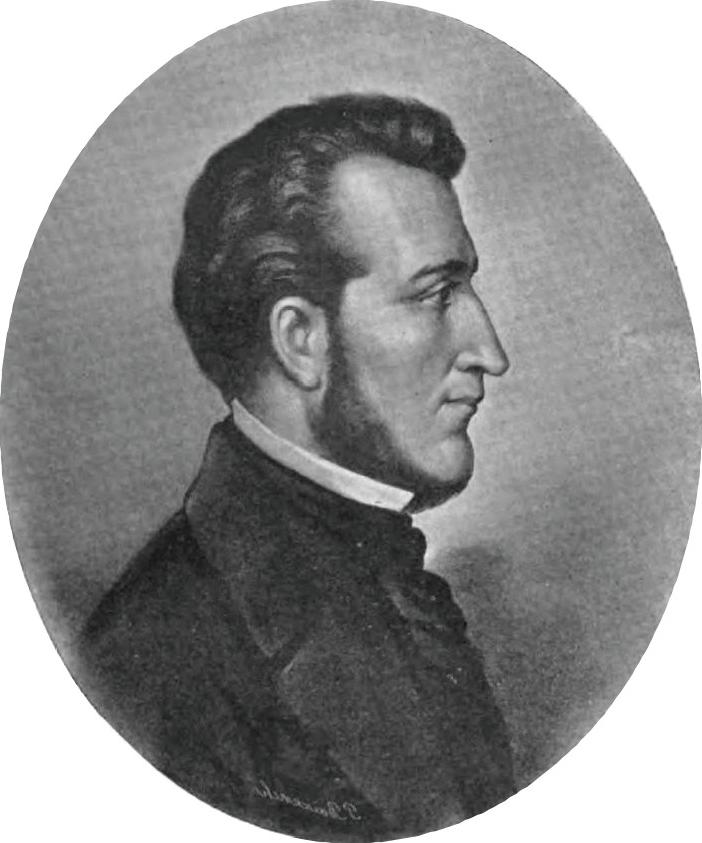
General hondureño Francisco Morazán. Durante los gobiernos liberales de Guatemala, la figura del general criollo fue celebrada y recibió numerosos homenajes póstumos, a pesar de haber invadido a Guatemala, destruido poblados y despojado de bienes a ciudadanos guatemaltecos.

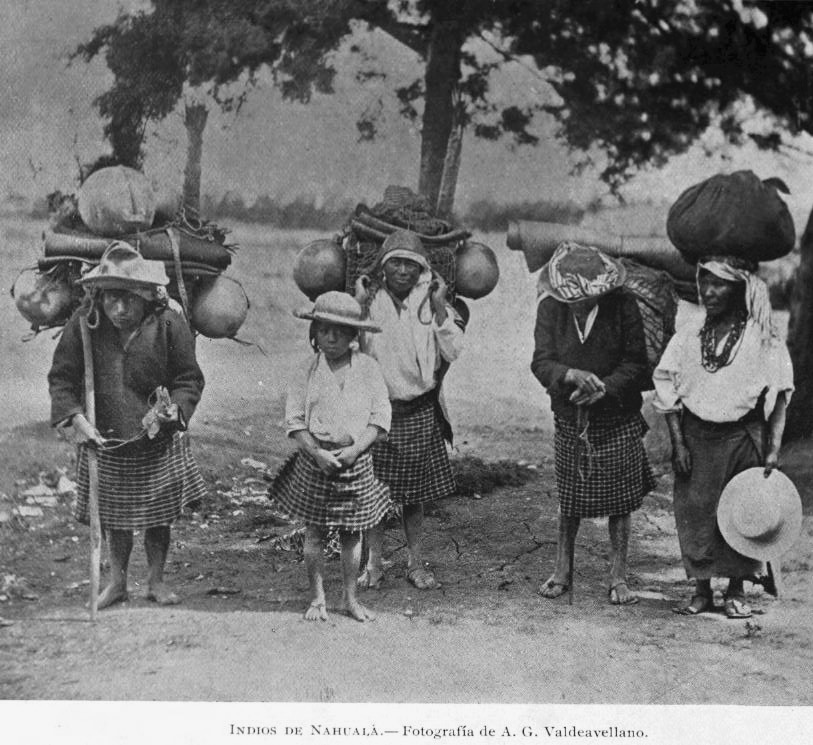
Indígenas de Nahualá en 1897. Fotografía de Alberto G. Valdeavellano.

Con la salida de la grana de los mercados internacionales, el gobierno de Justo Rufino Barrios se vio obligado a producir café, el cual requería de grandes extensiones de tierra y de una gran cantidad de mano de obra a bajo costo. A fin de satisfacer esta necesidad, en 1873 Barrios expropió las «tierras de indios» que se habían mantenido desde la Colonia Española y que el capitán general Rafael Carrera y Turcios había respetado junto con las órdenes regulares de la Iglesia Católica, y las convirtió en fincas cafetaleras para sus correligionarios liberales, y luego emitió el «reglamento de jornaleros» el cual prácticamente convertía a la población indígena en colonos mal pagados en dichas fincas. El general Barrios, como la mayoría de los criollos tanto liberales como conservadores de su época, consideraban que los indígenas era una raza inferior que podría ser utilizada para cualquier tipo de trabajo.
Durante los gobiernos liberales se exaltó la figura del general hondureño Francisco Morazán -quien fuera presidente de la Federación Centroamericana - enemigo acérrimo de Rafael Carrera-, al punto que se instituyó un poblado con su nombre, se le erigieron estatuas y se llamó «Parque Morazán» al parque de Jocotenango en la Ciudad de Guatemala; por su parte, el nombre de Carrera fue vilipendiado y removido de todos los monumentos que lo llevaban -por ejemplo, el «Teatro Carrera» fue llamado «Teatro Colón»-. Morazán había sido un líder criollo, y estos homenajes se le hicieron en Guatemala a pesar de los abusos que cometió contra esta:
1. Invasión de 1829: Morazán invadió el entonces Estado de Guatemala y derrocó al gobierno del conservador Mariano de Aycinena y Piñol, a quien expulsó, junto con todos los miembros del Clan Aycinena de la región centroamericana. También expulsó a los miembros de las órdenes regulares y les despojó de sus bienes, los cuales dilapidó durante sus constantes guerras.[42]
2. Invasión de 1839: tras ingresar a Guatemala y diezmar a los militantes de Carrera, el general Morazán se dedicó a aplicar una estrategia de tierra arrasada en los poblados del oriente guatemalteco, con el fin de escarmentar a todos aquellos que habían osado retarlo apoyando al caudillo campesino. Incluso, cuando ya tenía a Carrera en su poder, pero no podía eliminarlo físicamente para no perder el apoyo campesino para su Federación, salió hacia El Salvador, dejando un rastro de desolación por los poblados por donde pasaba.[43]
3. Invasión de 1840: tras enterarse de que Carrera había tomado Los Altos y expulsado a Carlos Salazar Castro -militar salvadoreño que Morazán había dejado como gobernante interino en Guatemala-, Morazán se dirigió a la Ciudad de Guatemala con la intención de aplastar a los revoltosos y a Carrera de una vez por todas. Tomó la ciudad fácilmente, y cuando estaba celebrando su victoria con los criollos de ambos partidos, Carrera y sus militantes bajaron a la ciudad y aplastaron a su ejército. Morazán tuvo que salir huyendo por los llanos del Incienso.[44][45]

El 13 de octubre de 1876 ocurrió un caso ilustrativo que muestra que inclusive ciertos indígenas principales consideraban a la clase indígena como inferior; de acuerdo al decreto 165 del gobierno liberal del general Justo Rufino Barrios y considerando conveniente poner en práctica medidas que tendieran a «mejorar la condición de la clase indígena» y que varios aborígenes principales de San Pedro Sacatepéquez habían manifestado su deseo de que se previniera que aquella región usara el traje como el acostumbrado por los ladinos, el presidente Barrios decretó que para los efectos legales, se declararan ladinos a los indígenas de ambos sexos de la localidad, quienes usaron desde 1877 entrante el traje que corresponde a la clase ladina.
A principios de 1897, la revista cultural La Ilustración Guatemalteca empezó a publicar artículos sobre los estudiantes más aventajados de los colegios e institutos del país. En la edición del primero de enero de ese año, hicieron un reconocimiento a tres estudiantes del Instituto Agrícola de Indígenas: Victoriano Abac, Evaristo Manuel T. y Pedro Bertrán, de quienes publicaron escritos autobiográficos en castellano y su fotografía. La introducción que se hizo a dichos escritos, es representativa de lo que se pensaba de los indígenas en Guatemala en ese tiempo:
| Los indios que se redimen En nuestra galería de los alumnos más aprovechados durante el año de 1896 en los establecimientos de enseñanza, ocupan simpático lugar tres indios, como representantes de la raza desventurada durante tres siglos de colonia y setenticinco años de república, hasta que el actual gobernante guatemalteco fundó un Instituto especial para redimirla con las luces del siglo. Tres años lleva apenas de existencia aquel colegio, y ya los 205 inditos que allí se educan, entre otras ventajas obtienen la inapreciable de hablar y escribir el idioma nacional. Como muestra de que en tan poco tiempo logran adelantos, y para que el lector patriota goce con la ingenua expresión de nuestros aborígenes que se regeneran con la enseñanza, publicamos las autobiografías de los que figuran en nuestro grabado. No les hemos hecho la más leve corrección; van como han salido de aquellos cerebros donde un claro de luz comienza a borrar atavismos y a dar energías que, en no lejano tiempo, harán de ellos fuerzas útiles a la patria. —La Ilustración Guatemalteca, 1 de enero de 1897. |

Por otra parte, leyendo las biografías de los estudiantes indígenas se obtiene una descripción de la situación de los aborígenes guatemaltecos a finales del siglo xix: en perfecto castellano escriben de donde son originarios y las condiciones en que se encontraba su familia. Victoriano Abac, originario de Momostenango  cuenta que fue imposible para su padre ponerlo a la par de los adelantos del siglo porque su triste profesión de tejer y preparar la lana para la fabricación de varias telas no se lo permitía; a los siete años Abac fue a la escuela elemental de niños en el pueblo, pero al cabo de dos años su madre lo sacó del plantel para que ayudara a su padre en trabajos de jornalero que éste tenía que hacer en la costa sur para poder subsistir. En cuanto a Evaristo Manuel T., éste era originario de la aldea Pichec en el municipio de Rabinal, Baja Verapaz; desde temprana edad ayudó en las tareas del hogar, principalmente pastoreando el ganado y haciendo encomiendas para sus padres. Esta actividad la realizó hasta los once años de edad, cuando las autoridades de Pichec le exigieron a sus padres que lo llevaran a la escuela de la aldea; allí estuvo hasta que sufrió un accidente y se fracturó un brazo, lo que lo forzó a abandonar la escuela y a regresar con sus padres y ayudarlos en las tareas agrícolas; al año siguiente logró continuar sus estudios en Salamá, a cambio de servir al Inspector de Instrucción Pública como sirviente en su despacho, pero nuevamente tuvo que dejar de estudiar para ayudar a sus padres hasta que, finalmente, obtuvo una beca para estudiar en el Instituto Agrícola en 1894. Por último, escribe Pedro Bertrán, originario de la aldea El Chol, en Baja Verapaz, quien cuenta que logró estudiar porque ya existía la ley del general Justo Rufino Barrios que obligaba a los padres de familia a enviar a sus hijos a las casas de instrucción; a los ocho años de edad empezó a estudiar en la escuela de El Chol; interesado en progresar, quiso solicitar una beca para estudiar en la Ciudad de Guatemala, pero no tenía el material necesario para solicitarlo ya que sus padres no podían proporcionárselo por la pobreza en que se encontraban. Afortunadamente para él, el gobierno de Reyna Barrios le otorgó una beca para el Instituto Agrícola.

### Gobierno de Manuel Estrada Cabrera

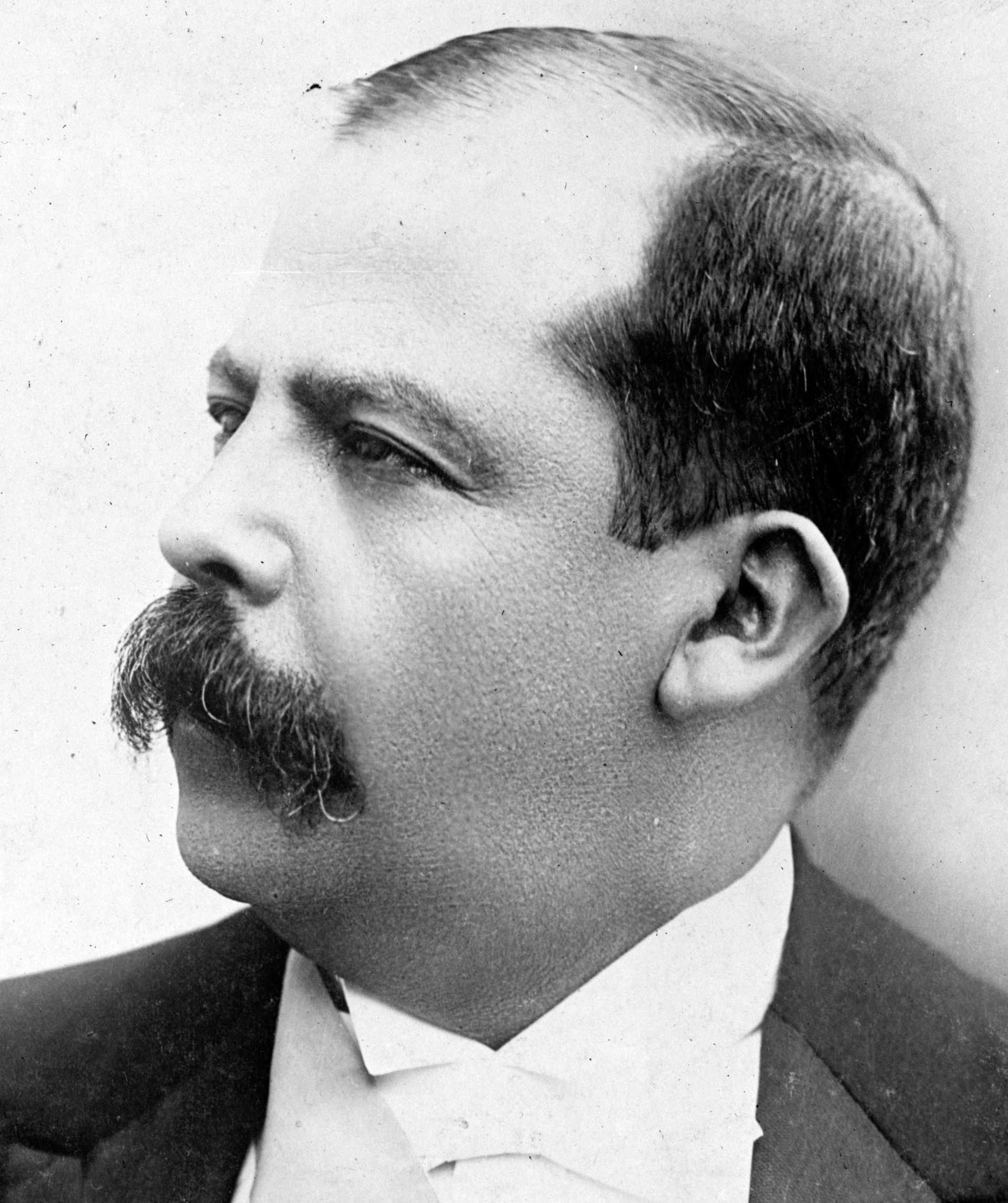
Licenciado Manuel Estrada Cabrera, primer presidente civil de Guatemala (1898-1920). Sus enemigos atribuían sus tendencias despóticas y los aspectos negativos de su personalidad a su mestizaje indígena.

Durante el gobierno del primer presidente civil de Guatemala, licenciado Manuel Estrada Cabrera (1898-1920), se mantuvo el sistema del reglamento de jornaleros de Barrios, y además la United Fruit Company (UFCO) se convirtió en la principal fuerza económica de Guatemala, gracias a grandes concesiones otorgadas por el gobierno ya que Estrada Cabrera tenía acciones en la compañía; a Estrada Cabrera, además, le interesaba obtener el apoyo norteamericano para evitar un posible ataque de la flota británica; y en cuanto a la política exterior de los Estados Unidos para Centroamérica, esta consistía en mantener gobiernos afines y los más pacíficos posible para facilitar la construcción del canal interoceánico que primero estuvo planificado para Nicaragua, luego en Colombia y por último en Panamá, tras la Separación de Panamá de Colombia.
La UFCO controló más del 40% de la tierra del país, las instalaciones del único puerto en el Atlántico (Puerto Barrios) y el transporte en ferrocarril con apoyo incondicional del gobierno guatemalteco. Esta situación se mantendría hasta 1944.
Numerosos recuentos de racismo se encuentran en el libro ¡Ecce Pericles!, de Rafael Arévalo Martínez, que es una biografía del presidente Estrada Cabrera. Los autores de textos críticos contra el presidente Estrada Cabrera citados por este autor se cuidaban muy poco de disimular su racismo, de modo que algunos de ellos frecuentemente lo llamaban «mestizo» y atribuían los rasgos negativos de su personalidad a su ascendencia indígena, mientras que aquellos que se opusieron a él eran ensalzados por sus atributos físicos más criollos. He aquí algunos ejemplos:
- Arévalo Martínez, cuando describe al presidente, dice: «En el recién nacido predominaba la raza indígena con mezcla europea y africana».[51] Luego indica que «era un joven robusto, de estatura mediana, color moreno y aspecto vulgar. El ancestro indígena lo hacía fuertemente supersticioso».[52]  Por otra parte, para describir a los autores del fallido atentado de «La Bomba» en contra de Estrada Cabrera en 1907, refiere que «los hermanos Ávila Echeverría y Valdés Blanco tenían patricias figuras, ojos hermosos, facciones correctas, narices aguileñas; los tres fueron de estatura alta y tez blanca; el ingeniero Baltasar Rodil parecía más hijo del trópico: era cenceño, de pequeños bigotes, de regular estatura y color moreno; pero los cuatro próceres eran de noble apariencia».[53]
- Manuel Cobos Batres, para referirse a Estrada Cabrera, dice: «Y cuentan que aquel mestizo de indio que oprimía a Guatemala, desde el palacio nacional del Gobierno...».[54] Mientras tanto, para referirse a un correligionario del Partido Unionista, indica: «Lo único que hay que mencionar al referirse a Tácito es la época y el lugar en que vivió, para que no se le confunda con el jurisconsulto e historiador romano o con uno de sus descendientes inmediatos... A menos que Tácito lo fuera remotamente por alguno de sus rebisabuelos de más rancio abolengo, como don Sancho de Barahona o los Hurtado de Mendoza y López de Peñalver... Tácito se ganaba las simpatías populares sin esfuerzo, casi solamente por su extraordinario atractivo físico».[55]
- Julio Bianchi, en el prólogo del libro, indica que, tras profundas meditaciones mientras estaba preso en la Penitenciaría Central de Guatemala durante el gobierno de Estrada Cabrera, definió cinco puntos principales para lograr una efectiva democracia en Guatemala. El segundo punto decía: «El gran obstáculo para la implantación de la democracia en Guatemala es la existencia de esa mole enorme de gente inconsciente, ignorante, apática, segregada del resto de la sociedad por causas raciales y acostumbrada a través de muchos siglos a la obediencia pasiva, mole que cualquier gobernante maneja a su antojo, ya sea en las lides pacíficas, haciéndola votar como a él le convenga de orden superior o en las luchas armadas aplastando cualquier intento de rebeldía con peso abrumador. Esa masa debe apartarse, por de pronto, de la vida política del país. Más tarde, educados sus miembros, podrán irse reintegrando al cuerpo de ciudadanos conforme sus progresos lo justifiquen».[56]

### El Poder de la United Fruit Company en el gobierno de José María Orellana
1. La Huelga de los Muelleros: A mediados de 1924, los portuarios de Puerto Barrios, claves para la exportación de banano y para las importanciones a Guatemala, demandaron la jornada de 8 horas y aumento de sus salarios. La UFCO se negó a aceptar y no cedió; los trabajadores entonces se fueron a la huelga, a la cual se solidarizaron todos los trabajadores de las fincas de la frutera. La UFCO pidió ayuda al gobierno, que actuó con rapidez: tropas fueron enviadas a imponer el orden en Barrios; el choque fue brutal, saldándose con muerte y heridos entre los obreros. La huelga tardó 27 días, pero la represión logró acabarla: 22 dirigentes fueron encarcelados y luego expatriados.[57]
2. Huelga ferrocarrilera: A finales de 1924, los trabajadores de la International Railways of Central America (IRCA) demandaron la reducción de horas de trabajo, el aumento de salario y el respeto para su organización Sociedad Ferrocarrilera. Una vez más, la frutera (propietaria de la IRCA) se negó rotundamente a aceptar estas demandas y movilizó al gobierno de Orellana para reprimir violentamente la huelga de cinco mil trabajadores.[58]

### Gobierno del general Jorge Ubico
| Documental fílmico de The Field Museum sobre Guatemala en 1934: \| Secciones \| Descripción \| \| --------- \| --------------------------------------------------------------------------------------------------------------------------------------------------------------------- \| \| Parte 1 \| - United Fruit Company en Izabal: - Vapor de la Great White Fleet - Ferrocarril de la IRCA - Puerto Barrios - Plantaciones de banano - Quiriguá - Ciudad de Guatemala \| \| Parte 2 \| - Antigua Guatemala - Chinautla - Chichicastenango - Lago de Atitlán \| \| Parte 3 \| - Finca cafetalera: - Propietarios extranjeros - Hombres, mujeres y niños indígenas cosechando café - Planta de procesamiento de café \| \| Parte 4 \| - United Fruit Company en Tiquisate: - Personal norteamericano armado - Litoral del Pacífico - Zootecnistas estudiando fauna \| | |
| Secciones | Descripción |
| Parte 1 | - United Fruit Company en Izabal: - Vapor de la Great White Fleet - Ferrocarril de la IRCA - Puerto Barrios - Plantaciones de banano - Quiriguá - Ciudad de Guatemala |
| Parte 2 | - Antigua Guatemala - Chinautla - Chichicastenango - Lago de Atitlán                                                                                                  |
| Parte 3 | - Finca cafetalera: - Propietarios extranjeros - Hombres, mujeres y niños indígenas cosechando café - Planta de procesamiento de café                                 |
| Parte 4 | - United Fruit Company en Tiquisate: - Personal norteamericano armado - Litoral del Pacífico - Zootecnistas estudiando fauna                                          |

Es significativo su impulso a la construcción de obra pública, especialmente carreteras, en beneficio de la actividad cafetalera, dominada por inmigrantes alemanes en la Veparaz y por terratenientes guatemaltecos en el resto del país. Para la construcción de carreteras empleó trabajo forzado de indígenas, vigilados por el cuerpo de ingenieros del ejército. Por medio del decreto 1995 de 1934 canceló las deudas impagables que los jornaleros tenían con los hacendados, suprimiento así el reglamento de jornaleros impuesto por Justo Rufino Barrios en 1873; pero para contrarrestar una potencial escasez de mano de obra para las fincas, promulgó el Decreto 1996 -«La Ley de Vagancia»- y el Decreto 1474 -la «Ley de Vialidad»- las cuales obligaban a todo campesino indígena que no tuviera un mínimo de tierras a trabajar cierta cantidad de días al año de servicio de un hacendado; si esto no se podía comprobar, el jornalero debía trabajar gratuitamente en los caminos.  Finalmente, debe indicarse que el general Ubico consideraba a los indígenas incapaces de aprender, por lo que instituyó el servicio militar forzoso, en un intento de darles alguna instrucción y disciplina.
Puede decirse que su administración se mantuvo gracias al monopolio bananero de la «frutera» (la United Fruit Company), a la que le otorgó generosas concesiones en Tiquisate y para el usufructo del ferrocarril. Conforme avanzaron los sucesos de la Segunda Guerra Mundial, la política norteamericana y sus compromisos con la «frutera» lo obligaron no solo a declarar la guerra a las naciones del eje sino a permitir el establecimiento de bases norteamericanas en el Guatemala. Entre los beneficios que recibió del gobierno norteamericano a cambio de su alianza en la guerra hubo armamento moderno para el ejército y entrenamiento en la Escuela Politécnica por militares norteamericanos.

### Revolución de 1944

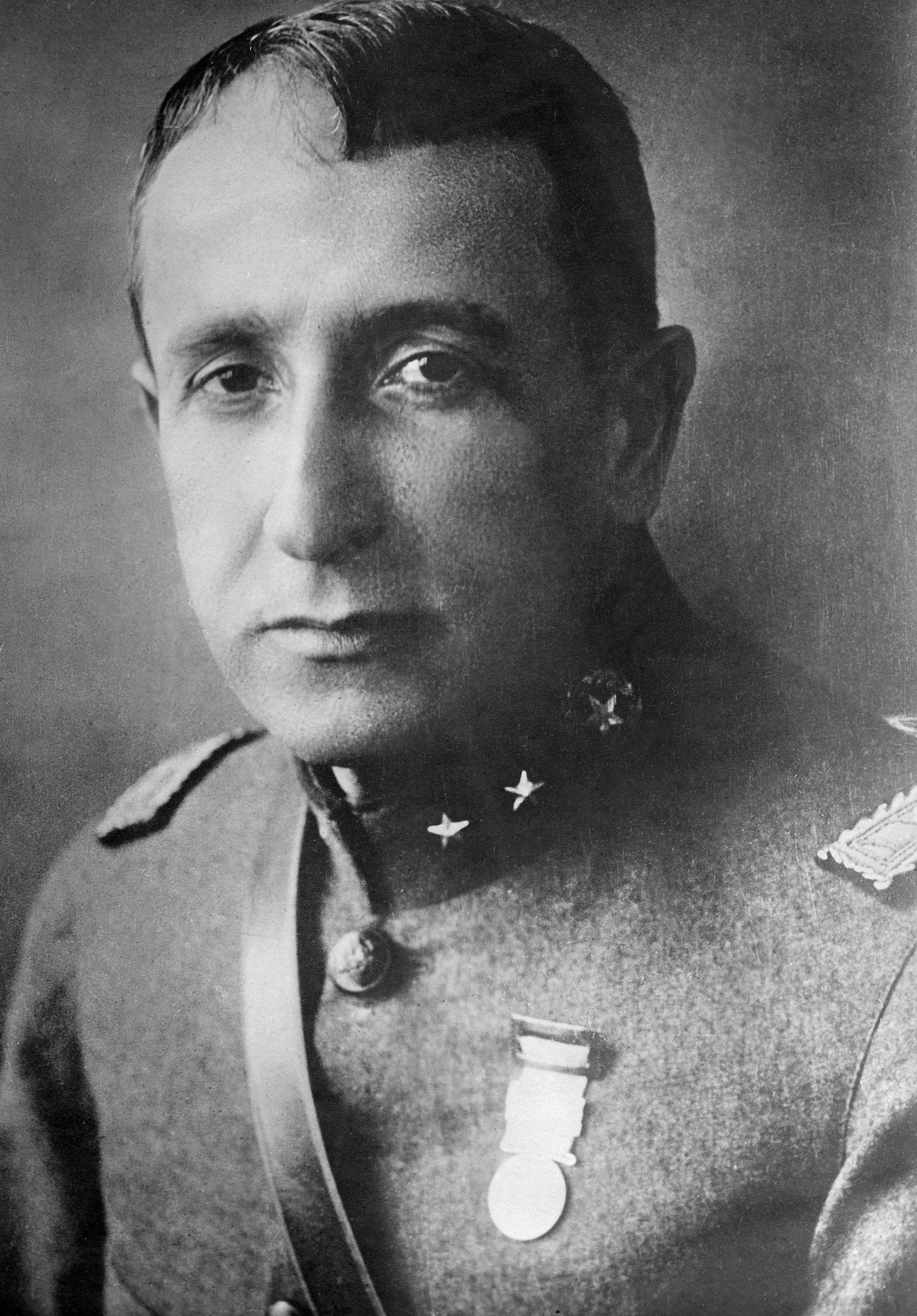
General Jorge Ubico Castañeda. Consideraba a los pueblos indígenas como inferiores e instituyó la «Ley de Vialidad» y la «Ley de Vagancia» para forzar a los campesinos a trabajar en forma casi gratuita en las fincas cafetaleras y en los caminos de acceso a las mismas y así rescatar al país de los efectos de la Gran Depresión..

El General Ponce Vaides, solamente estuvo al mando durante 110 días y continuó con la forma de gobernar represiva de su antecesor, dando instrucciones a la policía para atacar a sus adversarios. Fue el 20 de octubre de 1944, cuando ocurrió un levantamiento popular, donde participaron: Abogados, maestros, obreros, estudiantes universitarios y una parte del Ejército. La lucha se estableció entre la otra parte del Ejército y la policía que eran leales al General Ponce. Luego de estos sucesos se difundió la noticia de que Ponce Vaides había solicitado asilo político en México y el gobierno había sido tomado por un triunvirato compuesto por un civil y dos militares: El civil Jorge Toriello Garrido, el Mayor Francisco Javier Arana y el Capitán Jacobo Árbenz Guzmán.
Las principales funciones del gobierno de transición fueron, derogar los decretos que había realizado la administración anterior. Convocó a una Asamblea Nacional Constituyente que produjo una nueva Carta Magna. Quedó instituida la Junta Revolucionaria del 20 de octubre de 1944, con el propósito de garantizar a los guatemaltecos un marco constitucional para llevar a Guatemala a una democracia representativa.
Entre los decretos más importantes que firmó la Junta Revolucionaria se encuentra el Decreto n.º 7 que derogó el Decreto n.º 1474 desde el primero de enero de 1945, anulando el servicio personal (trabajo forzoso) por pago de impuesto de vialidad.

### Gobierno de Arévalo
El gobierno del primer presidente electo democráticamente en la historia de Guatemala, Juan José Arévalo, se distinguió por sus numerosas realizaciones educativas y de beneficio para la mayoría de las capas más pobres de la población, de la clase media y de los intelectuales más consecuentes. El frente de lucha del gobierno arevalista fue preponderantemente urbano y, a diferencia de su sucesor, no enfrentó los problemas de la tenencia de la tierra y el trabajo agrícola, a pesar de que la mayoría de la población era rural e indígena, salvo en lo relacionado con los trabajadores de la agricultura tecnificada norteamericana aposentada en las vastas y fértiles regiones de Bananera y Tiquisate. Por otra parte, el régimen revolucionario, impulsado y dirigido por miembros de las capas medias directa e indirectamente, fortaleció las posiciones de aquellas y las acrecentó Por su parte, el sector terrateniente se organizó a través de las asociaciones de agricultores, comerciantes, industriales, banqueros, aseguradores y especuladores financieros, etc.

### Decreto 900
Los terratenientes guatemaltecos y directivos de la United Fruit Company- estaban completamente en contra de la Revolución de Octubre y de las reformas impulsadas por los gobiernos de Juan José Arévalo y de Jacobo Árbenz Guzmán.  Luego de la elección de Árbenz en 1950, la élite guatemalteca estaba desesperada; con el nuevo presidente muchos miembros de dicha élite habían tenido la esperanza de que éste diera marcha atrás a las medidas impuestas por el presidente Arévalo, a quien tildaban de comunista; la imagen de Árbenz los había convenció de ello:  el coronel guatemalteco estaba casado con María Cristina Vilanova, una dama de la más alta sociedad salvadoreña, era un oficial del ejército, vivía en una mansión en la zona 10 de la Ciudad de Guatemala y tenía fisonomía aristocrática.  Pero sus esperanzas se vieron frustradas cuenta Árbenz apoyó la organización del comunista Partido Guatemalteco del Trabajo y luego impulsó el Decreto 900 de la Reforma Agraria. Ante esta situación, la única motivación clara de los opositores era la defensa implacable de los privilegios de que habían disfrutado hasta entonces en Guatemala -por sobre los indígenas y mestizos- y enarbolaron la bandera del anticomunismo para justificar su lucha. Iniciaron una campaña intensa de desprestigio contra el gobierno arbencista; los periodistas e intelectuales estadounidenses de la época, aparte de apoyar el anticomunismo en el país, indicaban que era muy fácil determinar qué era lo que disgustaba a la oposición, pero nunca lo que esta proponía; los grupos opositores no tenían un programa constructivo o positivo para el país, ya que úcamente los motivaba conservar su estilo de vida.

### Tras el derrocamiento de Jacobo Arbenz
Tras la contrarrevolución de 1954, el gobierno guatemalteco creó el Consejo de Planificación Económica (CNPE) y empezó a utilizar estrategias de libre mercado, asesorado por el Banco Mundial y la Administración de Cooperación Internacional (ICA) del gobierno de los Estados Unidos.  El CNPE y la ICA creó la Dirección General de Asuntos Agrarios (DGAA) la cual se encargó de desmantelar y anular los efectos del Decreto 900 de Reforma Agragia del gobierno de Jacobo Árbenz Guzmán.  En 1959, se aprobó el decreto ley 1286 que creó la Empresa Nacional de Fomento y Desarrollo Económico del Petén (FYDEP), dependencia de la Presidencia de la República, y que se encargaría del proceso colonizador del departamento de Petén. 
El primer proyecto colonizador en la FTN fue el de Sebol-Chinajá, en Alta Verapaz.  Sebol, en ese entonces, era considerado como un punto estratégico y vía fluvial a través del río Cancuén, que comunicaba con Petén hasta el río Usumacinta en la frontera con México y la única carretera que existía era la de terrecería que construyó el presidente Lázaro Chacón en 1928.  En 1958, durante el gobierno del general Miguel Ydígoras Fuentes el Banco Interamericano de Desarrollo (BID) financió proyectos de infraestructura en Sebol.  En 1960, el entonces capitán del Ejército de Guatemala Fernando Romeo Lucas García heredó las fincas Saquixquib y Punta de Boloncó al nororiente de Sebol, Alta Verapaz, con una extensión de 15 caballerías cada una. En 1963 compró la finca «San Fernando» El Palmar de Sejux con una extensión de 8 caballerías, y finalmente compró la finca «Sepur», cercana a «San Fernando», con una extensión de 18 caballerías.  Durante estos años fue diputado en el congreso de Guatemala y cabildeó para impulsar la inversión en esa zona del país.

### Guerra Civil de Guatemala
| «Se declara de interés público y de urgencia nacional, el establecimiento de Zonas de Desarrollo Agrario en el área comprendida, dentro de los municipios: San Ana Huista, San Antonio Huista, Nentón, Jacaltenango, San Mateo Ixcatán, y Santa Cruz Barillas en Huehuetenango; Chajul y San Miguel Uspantán en el Quiché; Cobán, Chisec, San Pedro Carchá, Lanquín, Senahú, Cahabón y Chahal, en Alta Verapaz y la totalidad del departamento de Izabal.» —Decreto 60-70, artículo 1o. |

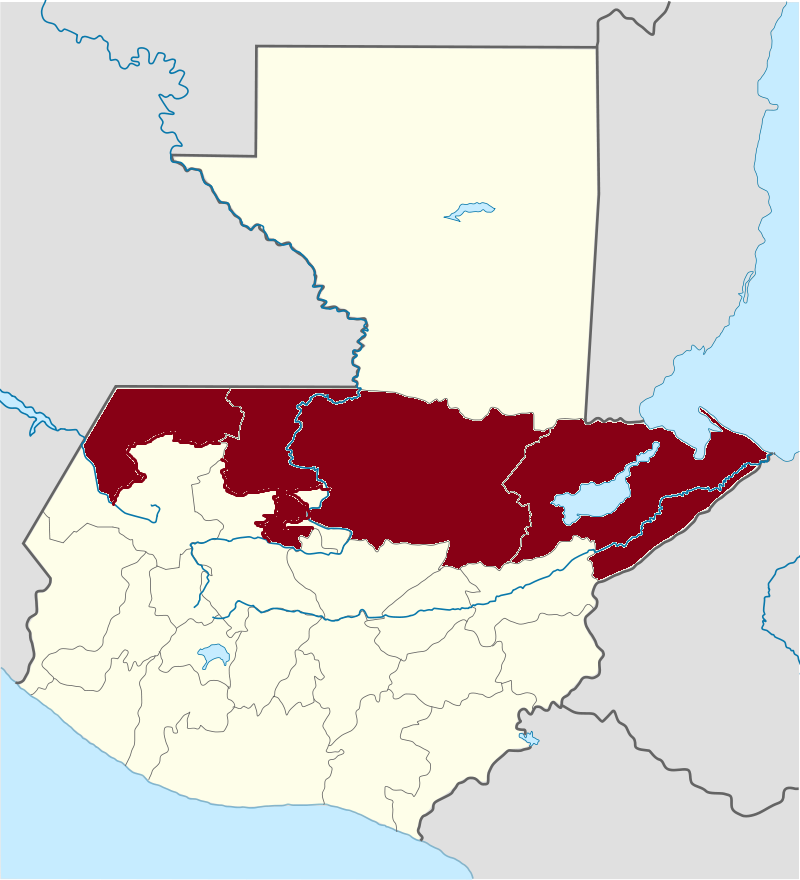
Mapa de la Franja Transversal del Norte. La mayoría de enfrentamientos bélicos y abusos contra poblaciones indígenas durante la Guerra Civil de Guatemala ocurrió en esta región, luego de que se descubriera petróleo y minerales en el área.

La población indígena fue la que sufrió los mayores embates de la Guerra Civil que ocurrió entre 1960 y 1996 en Guatemala. Las cifras de la violaciones a los derechos humanos durante ese período de conflicto armado interno adquieren una significación especial si se atiende a su distribución cronológica. De las 626 masacres registradas, el 95% se efectuaron entre 1978 y 1984, y el 64% de ellas se llevaron a cabo en tan solo 18 meses, desde junio de 1981 a diciembre de 1982. Para contrastar, entre 1962 y 1978 se llevaron a cabo diez masacres, pero en los departamentos caracterizados como ladinos del oriente del país. Al mismo patrón de tiempo y espacio responden otros actos de violencia. El 81% de las violaciones a los derechos humanos se produjeron entre 1981 y 1983 y el 48% de los casos se verificaron en el año 1982. Los actos de genocidio investigados por la comisión de verdad de Guatemala en cuatro regiones de tradiciones mayas se efectuaron entre los años 1981 y 1982. Como afirma Julieta Rostica, el "racismo caracterizó de manera específica al orden social y político guatemalteco desde su nacimiento, y modeló los discursos, prácticas y representacio-nes que dieron sentido a la práctica social y política genocida".  Los principales escenarios de combate estuvieron en el departamento de Quiché, especialmente en el área del Triángulo Ixil, el cual acababa de ser poblado como parte de la estrategia de la Franja Transversal del Norte.  
En 1962, se creó el Instituto Nacional de Transformación Agraria (INTA), por el decreto 1551 que creó la ley de Transformación Agraria. En 1964, el INTA definió la geografía de la FTN como la parte norte de los departamentos de Huehuetenango, Quiché, Alta Verapaz e Izabal y ese mismo año sacerdotes de la orden Maryknoll y de la Orden del Sagrado Corazón iniciaron el primer proceso de colonización, junto con el INTA, llevando a pobladores de Huehuetenango al sector de Ixcán en Quiché. La Franja Transversal del Norte fue creada oficialmente durante el gobierno del general Carlos Arana Osorio en 1970, mediante el Decreto 60-70 en el Congreso de la República, para el establecimiento de desarrollo agrario. Al descubrir petróleo y minerales en la zona de la FTN se iniciaron los conflictos con los campesinos: en 1971 se desalojó a los indígenas q'eqchí's del área de Cancuén, en el sur de Petén y al norte de Chisec, porque se consideraba que poseía petróleo; se utilizó al ejército para desalojar a 24 aldeas del área. El 19 de enero de 1972 penetraron en Ixcán, desde México, miembros de un nuevo movimiento guerrillero guatemalteco y en 1973 el grupo insurgente decidió establecer un campamento clandestino en las montañas de Xolchiché, municipio de Chajul.  Desde 1974, se venía explotando crudo comercialmente en las cercanías de la FTN a raíz de los descubrimientos realizados por las petroleras Basic Resources y Shenandoah Oil, que operaban conjuntamente en el campo petrolero de Rubelsanto, Alta Verapaz. En 1976, cuando Laugerud García llegó a visitar la cooperativa Mayalán en el sector de Ixcán, Quiché, el cual se había formado apenas diez 12 años antes, dijo:  «Mayalán está asentada en la cima del oro», dejando entrever que la Franja Transversal del Norte sería utilizada por objetivos estratégicos de explotación de recursos naturales.. Tras esa visita presidencial, ambas compañías petroleras realizaron exploraciones en tierras de Xalbal, muy cerca de Mayalán en el Ixcán. Shenandoah Oil, el Instituto Nacional de Transformación Agraria (INTA) y el Batallón de Ingenieros del Ejército se coordinaron para construir ese corredor entre 1975 y 1979, lo que a la postre permitió que políticos, militares y empresarios poderosos de la época se adueñaran de muchas de las tierras donde la riqueza maderera y el potencial petrolero yacían..

#### Masacres de campesinos
Un ejemplo de cómo se desarrollaron los acontecimientos durante la Guerra Civil de Guatemala fue la Masacre de Panzós: a raíz de causas económicas -en el caso de Panzós, la producción de níquel por parte de la empresa canadiense EXMIBAL-, se arremetió violentamente contra la población campesina que exigía sus derechos y quería defender sus pequeñas propiedades. Los indígenas eran reprimidos violentamente porque se consideraban en ese entonces como ciudadanos de segunda clase. Esto ocurrió en otras regiones también: 
- Masacre de Río Negro: se produje una masacre cuando se desalojaron los pobladores para iniciar el embalse de la Hidroeléctrica de Chixoy.
- Masacres en el Triángulo Ixil: varias masacres ocurrieron en esta región rica en petróleo; pero a pesar de la implementación de la tierra arrasada para eliminar las bases civiles del Ejército Guerrillero de los Pobres (EGP), la resistencia de la población que había sido instruida por el grupo guerrillero y la publicidad internacional generada por la Quema de la embajada de España -adonde habían ido campesinos a protestar por los ataques del ejército- y documentales de la guerrilla como Cuando tiemblan las montañas, evitaron que se extrajera petróleo de la región.

Los hechos alrededor de la Masacre de Panzós ocurrieron así: en 1964, varias comunidades asentadas durante décadas en la orilla del río Polochic reclamaron títulos de propiedad al INTA (Instituto Nacional de Transformación Agraria). Sin embargo, las tierras fueron adjudicadas a Flavio Monzón. A lo largo de los años setenta, los campesinos de Panzós siguieron reclamando al INTA la regularización de la propiedad de las tierras. Recibían asesoría legal de la FASGUA (Federación Autónoma Sindical de Guatemala), organización que apoyaba las reivindicaciones campesinas mediante procedimientos legales. Sin embargo, ningún campesino recibió el título de propiedad. Los campesinos empezaron a sufrir desalojos de sus tierras por parte de finqueros, militares y autoridades locales a favor de los intereses económicos de la compañía Explotaciones Mineras de Izabal (EXMIBAL), además de la explotación minera de otros minerales por la empresa Transmetales S.A.  En 1978 se instaló un destacamento militar a pocos kilómetros de la cabecera municipal de Panzós, en un lugar conocido como Quinich. En esta época progresó la capacidad de organización de los campesinos, a través de los comités que reivindicaban la titulación de las tierras, fenómeno que preocupó al sector terrateniente. El 29 de mayo de 1978, para insistir en el reclamo de la tierra y manifestar el descontento ocasionado por los actos arbitrarios de los terratenientes y de las autoridades civiles y militares, campesinos de las aldeas Cahaboncito, Semococh, Rubetzul, Canguachá, Sepacay, finca Moyagua y barrio La Soledad, decidieron realizar una manifestación pública en la plaza de Panzós. Cientos de hombres, mujeres, niños y niñas indígenas se dirigieron a la plaza de la cabecera municipal de Panzós, cargando sus instrumentos de trabajo, machetes y palos. Una de las personas que participó en la manifestación afirma: «La idea no era pelear con nadie, lo que se pedía era la aclaración de la situación de la tierra. La gente venía de varios lugares y no tenían armas de fuego».  Sin embargo, tras un confuso incidente los soldados empezaron a disparar; los disparos, que sonaron durante unos cinco minutos, fueron hechos por las armas de reglamento que portaban los militares, así como las tres metralletas ubicadas a las orillas de la plaza. Varios campesinos hirieron con machetes a varios soldados. Ningún soldado fue herido por arma de fuego. La plaza quedó cubierta de sangre. De inmediato, el Ejército cerró las principales calles de acceso, a pesar de lo cual un declarante cuenta que «los indígenas salieron despavoridos». Un helicóptero del Ejército sobrevoló el pueblo antes de recoger a los soldados heridos.
Tras el derrocamiento de Lucas García el 23 de marzo de 1982, subió al poder un triunvirato militar encabezado por el general Efraín Ríos Montt, junto con los coroneles Horacio Maldonado Shaad y Francisco Gordillo. El 2 de junio de 1982, periodistas internacionales le realizaron una entrevista a Ríos Montt, quien dijo lo siguiente referente gobierno de Lucas García y la Franja Transversal del Norte:
| 1. Durante el gobierno de Lucas García había muchos proyectos sociales, mucho más que en gobiernos anteriores, excepto en los gobiernos revolucionarios (1944-1954). ¿Cómo va a ser diferente este gobierno? No fue Lucas García sino que el gobierno en sí; ellos dieron parcelas a las orillas de la Transversal del Norte, para sacar (a los campesinos) de los terrenos en donde había petróleo. Después dieron tierras porque compraron tierras para quedarse con el dinero de la venta de fincas. Había unos terrenos de un determinado dueño, y agarró a esa gente y la tiró a lo largo de la Transversal del Norte, por eso hicieron la carretera a la Transversal del Norte: para paliar nada más la protesta de esta gente que fue sacada de sus terrenos, en donde había petróleo. |

### Marcha campesina contra el gobierno de Otto Pérez Molina en 2015
El caso de «La Línea» es un caso de corrupción en las aduanas de Guatemala que está siendo investigado por la Comisión Internacional contra la Impunidad en Guatemala en 2015. La investigación de la CICIG fue hecha pública el 16 de abril de 2015 e involucró a varios altos funcionarios del gobierno del general retirado Otto Pérez Molina, incluyendo el secretario privado de la vicepresidencia, Juan Carlos Monzón. Esta red de defraudación aduanera se basa en un grupo de personas a quienes les resulta más barato utilizar los servicios de estructuras como La Línea que realizar los pagos legales que deberían hacerle al fisco por sus ganancias; la excusa de quienes utilizan estas estructuras para evadir al fisco es que los impuestos se los roban los políticos corruptos y por lo tanto, prefieren robárselos ellos a cambio de darles una parte al gobierno. Pero desfalcando al Estado han sumido en la pobreza al resto de la población debido a los empréstitos con intereses onerosos y las medidas de austeridad que el gobierno se ha visto obligado a emprender para cumplir con sus obligaciones por la falta de recaudación eficiente.
La crisis que se desató en Guatemala tras el descubrimiento de la estructura de contrabando se derivó de que el gobierno del Partido Patriota ha pasado por una constante crisis de recaudación fiscal desde 2012, caracterizada por el incumplimiento de las metas de recaudación acordadas entre la SAT y el gobierno. La recaudación en las aduanas bajó en 2013 de 15.8 millardos a 15.3 millardos de quetzales, y se desaceleró en 2014; lo mismo sucedió con el Impuesto al Valor Agregado (IVA) sobre las importaciones. Las brechas fiscales en estos años ascienden a unos siete mil millones de quetzales, que han sido suplidos mediante la emisión de bonos del tesoro y la contratación de préstamos, incrementando la deuda pública. La crisis financiera llevó al gobierno a contemplar la creación de nuevos impuestos a la telefonía, cemento y actividades mineras para financiar el presupuesto 2015, de los cuales el primero fue suspendido provisionalmente por la Corte de Constitucionalidad.
Tras haber dos marchas organizadas por la clase media guatemalteca frente al Palacio Nacional el 25 de abril y el 16 de mayo de 2015, los campesinos indígenas guatemaltecos informaron que también marcharían el 20 de mayo de 2015. Campesinos provenientes de 20 departamentos, irrumpieron en la Ciudad de Guatemala, y por cuatro columnas diferentes llegaron a la Plaza de la Constitución, bajo la consigna de: «¡Fuera políticos, empresarios y militares corruptos! Vamos por un proceso de Asamblea Constituyente Popular y Plurinacional». Esta multitud campesina -que ha sido criminalizada como «ladrones de energía eléctrica» por el gobierno del general retirado Otto Pérez Molina por oponerse a la construcción de hidroeléctricas en sus territorios- llevaba mantas y rústicos equipos de sonido para gritarle a la ciudad mestiza: «¡Capilatinos, despiértense!. ¿O están de acuerdo con seguir teniendo de gobernante a los ladrones?» Los manifestantes campesinos manifestaron por cerca de dos horas en la plaza y desde un estrado móvil improvisado, y en diferentes idiomas mayas, exigieron la renuncia del gobierno de Otto Pérez Molina y la creación de un nuevo Estado en Guatemala.
El racismo hacia la marcha campesina fue evidente en varios aspectos; numerosos habitantes de la ciudad que apoyaban las marchas del grupo #RenunciaYa se quejaban de que las marchas campesinas iban a provocar bloqueos e inconvenientes para transitar en la ciudad, y los medios de comunicación del país casi no le prestaron atención a los manifestantes, cubriendo en su lugar la captura de la Junta Directiva del Instituto Guatemalteco de Seguridad Social, también por delitos de enriquecimiento ilícito.  A pesar de ello, los indígenas si contaron con el recibimiento y apoyo presencial de vecinos y estudiantes de las universidades -tanto de la nacional como de varias universidades, un verdadero acto simbólico performativo del «ensamblaje» de la indignación del campo y de la ciudad.

### Análisis sobre los intelectuales indígenas en 2015
En junio de 2015, las protestas en contra del gobierno de Otto Pérez Molina mantenían la presión para que renunciara el presidente, pero sin mayor claridad con respecto a qué hacer una vez que esto ocurriera. Si bien tanto las áreas rurales como urbanas se movilizaban en contra del sistema económico y del sistema político, respectivamente, aún no encontraban estrategias contundentes y coordinadas para darle el «tiro de gracia» al gobierno de turno y al desprestigiado Comité Coordinador de Asociaciones Agrícolas, Comerciales, Industriales y Financieras (CACIF), quienes encontraban en esa dilación de los movimientos populares la mejor fuente de salvación.
Una de las razones para la falta de coordinación era la ausencia de intelectuales que dirigieran los movimientos y encauzaran la ideología de los mismos; en el caso particular de los intelectuales de origen maya, en vez de enfocarse en el grave problema nacional que se presentaba en ese momento, estaban más preocupados en cumplir con los resultados técnicos que deben presentar para continuar recibiendo cooperación financiera internacional o en cobrar un sueldo al fin de mes.  La percepción de varios estudiosos, era que en Guatemala cuanto más grado académico tiene el ciudadano -tanto ladino como maya-, más se distancia de su sociogénesis, volviéndose más apologeta del sistema racista que impera en el país; esto dio como resultado dos fenómenos: el desencuentro entre los profesionales universitarios y la voluntad popular -dando como resultado el vacío en ideología del movimiento contra el gobierno de Pérez Molina- y una «idolatría» por parte del pueblo por sus intelectuales, con la vana esperanza de que éstos tomaran la iniciativa.

### Polémica por el uso de trajes típicos durante protestas por el Caso de La Línea
El 15 de junio de 2015 la actriz guatemalteca Brenda Lara Markus apareció en una conferencia de prensa anunciando las actividades de un nuevo grupo de protesta denominado #HagámonoselParo con una prenda de vestir que parecía un huipil, tradicional prenda de vestir de las mujeres indígenas en Guatemala; vestía una blusa aparentemente típica de Guatemala de líneas verticales rojas y moradas y costuras circulares y de colores a la altura del pecho hacia la abertura del cuello. A raíz de eso, fue señalada de haber usurpado una identidad que no le pertenece para tomar ventaja, disfrazándose de campesina o indígena al vestir una blusa típica. Ella asegura que ni siquiera se trata de un huipil y que de haberlo sido no tenía nada de malo.
La propuesta de su grupo era realizar una encuesta en cinco puntos de la ciudad el martes 16 de junio, por medio de un grupo de gente que entregaría unas boletas a los automovilistas y otro grupo que las recogería llenas, metros más adelante. Pero a la par de la actividad, la discusión en redes sociales giró en torno al presunto «engaño étnico» de la actriz.
A la actriz le llovieron insultos y mensajes en su contra y a favor y muestras de solidaridad; incluso hubo quien pidió intervención a la Comisión Presidencial contra la Discriminación y el Racismo contra los Pueblos Indígenas en Guatemala (CODISRA). Incluso, hubo quien la comparó con Rachel Dolezal, la activista caucásica pro derechos de los afroamericanos que se hizo pasar por afroamericana en Estados Unidos. El presidente de la Fundación Contra el Terrorismo y columnista, Ricardo Méndez Ruiz, consideró que Lara usó un disfraz, y que toda su presentación fue una mentira y una estafa; Méndez Ruiz presentó fotografías de las actriz con vestimentas occidentales y consideró que era evidente que ella solía vestir de una manera totalmente distinta a como apareció en la conferencia de prensa. Por su parte, la periodista y antropóloga maya K’iche’, Irma Alicia Velásquez Nimatuj, consideró que los cuestionamientos de los usos de los trajes regionales, en todo caso si hubiere que hacerlos le correspondería a los propios pueblos originarios.
En resumen, el caso de Brenda Lara Markus sería una muestra de una falsa asociación de que para ser campesina debe ser maya y viceversa.

## Colonias europeas
Luego de la independencia, Guatemala se estableció como república el 21 de marzo de 1847, y a partir de allí empezó a tener relaciones diplomáticas y comerciales con el resto del mundo. Durante el gobierno del capitán general Rafael Carrera se abrieron las puertas a colonos británicos y alemanes, y luego, durante los gobiernos liberales, a colonos alemanes y a empresas de capital estadounidense. A través de los años, los colonos establecieron lazos comerciales y familiares con la élite guatemalteca, y como parte de la misma, se vieron beneficiados por generosas concesiones de los gobiernos guatemaltecos.

### Colonia belga en Santo Tomás de Castilla
En 1844, el distrito de Santo Tomás de Castilla en Izabal fue colonizado por la Comunidad de la Unión, patrocinada por la Compañía Belga de Colonización; el gobierno del Estado de Guatemala, dirigido por Rafael Carrera, había concedido el distrito de Santo Tomás a dicha compañía colonizadora a perpetuidad, por medio del decreto de la Asamblea Constituyente de Guatemala el 4 de mayo de 1843.
La colonia fracasó, pero algunos pobladores belgas permanecieron en el valle del Polochic.

### Asentamiento británico en Salamá
Para 1845, Rafael Carrera se hallaba sólidamente en el poder, e inició negociaciones con la Corona británica. El camino de acceso a Salamá entonces estaba en buenas condiciones, aunque el descenso desde la cumbre hasta el riachuelo que pasa a la orilla del valle era largo y penoso. Las orillas del riachuelo estaban cubiertas de arbustos y árboles, lo que invitaba a los viajeros a descansar a la sombra antes de continuar el camino bajo el sol.  Salamá, era un pueblecito muy pintoresco por el que pasaba un riachuelo cristalino y un parque central con palmeras en medio del valle. Cerca del pueblo se encontraba el antiguo convento abandonado tras la expulsión de los dominicos en 1829, el cual finalmente fue vendido en 1845 a un británico de apellido Bennett gracias a la intervención del ministro británico ante el presidente Carrera. Bennett la bautizó como Hacienda de San Jerónimo, y pronto estuvo rodeada de plantaciones de caña de azúcar y de café, las que se mantenían gracias al remozamiento del antiguo sistema de irrigación; Bennett sustituyó los viñedos de los dominicos por plantaciones de caña de azúcar y el vino fue sustituido por el "Puro de San Gerónimo" un aguardiente que se hizo famoso en toda la República.
Los pobladores indígenas y negros de Salamá estaban acostumbrados a trabajar con la disciplina monástica; Bennett aprovechó esto y sus primeros años fueron muy beneficiosos. Pero luego surgieron disputas entre sus herederos, y litigios; además ya sin la disciplina de los dominicos, las relaciones entre el pueblo y los propietarios de la hacienda se fueron tornando cada vez más tensas. Pero hacia 1890, la crisis se agravó: indígenas y mestizos habían invadido las regiones más alejadas de la hacienda y habían estado robando madera y cultivos, quemado algunos campos, dañando el sistema de riego y mutilando ganado. Finalmente, una turba enardecida incendió el ingeniero azucarero y atacó al capataz de la hacienda. Cuando la situación llegó a este punto, los propietarios pusieron el caso en manos del Embajador británico, quien después de negociar con el gobierno liberal -que sabía que sus propios oficiales habían apoyado y promovido el ataque- se acordó expulsar a los invasores e indemnizar a los propietarios con $14,000. Además, se acordó comprar una porción de la hacienda para que se establecieran algunos pobladores y ceder la iglesia de la hacienda al nuevo poblado.

### Colonización alemana de la Verapaz
En la segunda mitad del siglo xix, el presidente Justo Rufino Barrios (1835-1885) comenzó la adjudicación de tierras de la Verapaz a agricultores alemanes.. 
El Decreto 170 (o Decreto de Redención de Censos) facilitó la expropiación de las tierras a los indígenas en favor de los alemanes, al propiciar la venta en pública subasta de las tierras comunales.  Desde esta época, la principal actividad económica fue la agroexportadora, especialmente de café, banano y cardamomo.  La propiedad comunal, dedicada a cultivos de subsistencia y que había sido conservada por el gobierno del general Rafael Carrera, se convirtió en propiedad privada dirigida al cultivo y comercialización a gran escala de productos agrarios. Por tanto, las características fundamentales del sistema productivo, fueron desde esa época la acumulación de la propiedad en pocas manos, y una especie de «servidumbre de finca», basada en la explotación de los «mozos colonos»
Los alemanes se organizaron en una comunidad muy unida y solidaria. Realizaban sus actividades sociales en el Club Alemán o Deutsche Verein, en Cobán, fundado en 1888. En sus inicios, este grupo solo estaba compuesto por socios germanos. Los alemanes formaron su propio mundo en Alta Verapaz gracias a generosas concesiones otorgadas por los presidentes liberales Manuel Lisandro Barillas Bercián, José María Reyna Barrios y Manuel Estrada Cabrera. Por el creciente número de niños alemanes verapacenses, se formó una escuela alemana para que la educación académica fuera más fiel al Deutschtum (alemanización).
En 1935, Juan Schlatermund fue el encargado del comité para la fundación del Colegio Alemán o Deutsche Schule en Cobán. Para los niños que vivían en fincas lejanas se instaló, en 1936, dormitorios y comedor. En el primer año hubo 12 estudiantes, el siguiente fueron 30. Julio Justin fue el primer director. El establecimiento educativo alcanzó a tener 60 estudiantes antes de que lo clausuraran en 1941.
Años después, algunas fincas tenían sus escuelas, donde estudiaban los hijos de los alemanes (patronos) con los hijos de los keqchíes (trabajadores). Hans Droege, descendiente alemán, estudió en la escuela de la finca La Contanza, después continuó sus estudios en el Colegio Alemán de la capital y siguió agronomía en una universidad alemana; al terminar volvió a Guatemala. A los alemanes se les permitió la doble nacionalidad, los hijos de alemanes podían ser guatemaltecos por nacer y vivir allí sin perder el ser alemanes por parte de sus padres.
Durante el gobierno del Tercer Reich (1933-1945) en Alemania, en Guatemala había rumores que suponían que los alemanes en la Verapaz querían establecerse como una «nueva Alemania» con la política nacional socialista de Hitler. Cuando Japón, aliado de los alemanes, atacó la base militar estadounidense de Pearl Harbor en Oahu, Hawái el 7 de diciembre de 1941 los Estados Unidos ingresaron a la guerra, y obligaron al presidente Jorge Ubico a expulsar a los alemanes de Guatemala e intervenir todas sus propiedades. Los Estados Unidos tenían una fuerte influencia en el gobierno guatemalteco, gracias a las concesiones otorgadas a las empresas norteamericanas, como la United Fruit Company que tenía el monopolio de la exportación de banano y por el que prácticamente no pagaba impuestos a Guatemala, y el transporte por ferrocarril por medio de su subsidiaria International Railroads of Central America (IRCA).

## Racismo en la educación en Guatemala
La educación en Guatemala ha marginado a los pobladores indígenas desde la época colonial, a pesar de que han existido instituciones educativas de alta calidad en el país. Durante la colonia se establecieron el Colegio y Seminario Tridentino de Nuestra Señora de la Asunción y el colegio Colegio de la Compañía de Jesús, los cuales atendieron a los principales personajes de la sociedad colonial. Por otra parte, las doctrinas de los dominicos, que pretendían convertir a los indígenas en vasallos del rey de España, se enfocaban más en la producción agrícola que en la educación de los nativos. La Real y Pontificia Universidad de San Carlos Borromeo estaba a cargo de las autoridades eclesiásticas, y las mismas estaban conformadas por las familias de más abolengo en el país, monopolizando de esta forma la mejor educación para sí, aunque hubo casos en que se permitió el ingreso a indígenas a la Universidad a finales del siglo xviii.  Ahora bien, el ingreso a la universidad estaba seriamente restringido, y no podían ingresar a ella los negros, los chinos, los morenos, los mulatos y los que hubieren sido penitenciados por el Santo Oficio.
Así pues, los indígenas fueron quedando marginados de los beneficios de la educación, llegando a formar una mayoría iletrada fácilmente manejable por los gobiernos para ciertos fines, principalmente electorales y militares. Solamente el gobierno del general José María Reyna Barrios creó un instituto específico para educar a los indígenas, el Instituto Agrícola de Indígenas, pero éste fue fusionado con la Escuela Normal para Varones en 1896 y posteriormente destruido por los terremotos de 1917-1918.